# 资阳北站
资阳北站，位于中华人民共和国四川省资阳市雁江区宝台镇，是成渝客运专线上的高铁站，于2015年12月26日启用营运，成都铁路局管辖。

## 車站周邊
- 绵阳中学资阳育才学校
- 成都市域铁路S3线资阳北站

## 歷史
- 2015年12月26日通车启用。[5]

## 外部連結
- 中国铁路客户服务中心（页面存档备份，存于）